# Tephrosia scopulorum
Tephrosia scopulorum är en ärtväxtart som beskrevs av Townshend Stith Brandegee. Tephrosia scopulorum ingår i släktet Tephrosia och familjen ärtväxter. Inga underarter finns listade i Catalogue of Life.